# Vals-les-Bains
Vals-les-Bains je zdraviliško naselje in občina v jugovzhodnem francoskem departmaju Ardèche regije Rona-Alpe. Leta 1999 je naselje imelo 3.716 prebivalcev.

## Geografija
Kraj se nahaja v pokrajini Languedoc ob reki Volane znotraj naravnega regijskega parka Monts d'Ardèche, 30 km jugozahodno od središča departmaja Privas.

## Uprava
Vals-les-Bains je sedež istoimenskega kantona, v katerega so poleg njegove vključene še občine Labégude, Saint-Étienne-de-Boulogne, Saint-Julien-du-Serre, Saint-Michel-de-Boulogne, Saint-Privat, Ucel in Vesseaux z 10.469 prebivalci. 
Kanton je sestavni del okrožja Largentière.